# Рокалбеня
Рокалбѐня (на италиански: Roccalbegna) е село и община в централна Италия, провинция Гросето, регион Тоскана. Разположено е на 522 m надморска височина. Населението на общината е 1109 души (към 2012 г.).